# Кывъю (приток Лоптюги)
Кывъю (устар. Кыв-Ю) — река в России, течёт по территории Удорского района Республики Коми. Правый приток реки Вашка.
Длина реки составляет 17 км.
Течёт по лесной болотистой местности. Генеральным направлением течения в верхнем и среднем течении является северо-запад, в нижнем — юго-запад.

## Данные водного реестра
По данным государственного водного реестра России, относится к Двинско-Печорскому бассейновому округу, водохозяйственный участок реки — Мезень от истока до водомерного поста у деревни Малонисогорская, речной подбассейн отсутствует. Речной бассейн реки — Мезень.
Код объекта в государственном водном реестре — 03030000112103000046743.